# هولي هيل (كاتبة)
هولي هيل (بالإنجليزية: Holly Hill)‏ هي كاتِبة أسترالية، ولدت في 1966.